# Family (album)
Pour les articles homonymes, voir Family.
 (mai 2023).
Si vous disposez d'ouvrages ou d'articles de référence ou si vous connaissez des sites web de qualité traitant du thème abordé ici, merci de compléter l'article en donnant les références utiles à sa vérifiabilité et en les liant à la section « Notes et références ».
Albums de Think About Life
Think About Life
(2006)
Family est le deuxième album du groupe de rock canadien Think About Life.

## Liste des chansons
1. "Johanna"
2. "Havin' My Baby"
3. "Sweet Sixteen"
4. "Young Hearts"
5. "Wizzzard"
6. "Set You On Fire"
7. "Sofa-bed"
8. "The Veldt"
9. "Nueva Nueva"
10. "Life Of Crime"

### Personnel
- Martin Cesar - chant
- Graham Van Pelt - clavier / guitare / chant
- Matt Shane - batterie